# Merge module
Un merge module est un paquetage contenant des ressources (fichiers, clés de base de registre, ...) et qui est ajouté aux logiciels d'installation (Setup en anglais). L'idée est d'avoir un fichier compressé dans le style des fichiers zip, qui soit partageable et qui soit facilement intégré dans des logiciels d'installation.